# متلازمة باردت بيدل
متلازمة بارديت - بيدل اختصارًا (BBS) هي اضطرابٌ وراثي بشري يحدث فيه اعتلال في أهداب الخلايا (ciliopathy) تنتج العديد من الآثار وتؤثر على العديد من أجهزة الجسم. تتميز بصفة أساسية بالسمنة، التهاب الشبكية الصباغي، تعدد الأصابع، قصورالغدد التناسلية، والفشل الكلوي في بعض الحالات. ومن الناحية التاريخية، فقد عتبرالتخلف العقلي عَرَض رئيسي لكنه لا يعتبر كذلك الآن.

## ملخص للمتلازمة
متلازمة بارديه-بيدل عديدة المظاهروالتقلبات السريرية في نفس العائلة وبين عائلات مختلفة على حد سواء. المظاهرالسريرية الرئيسية هي ضمورقضيب مخروطي، يظهر بالطفولة على شكل فقدان البصريسبقها العمى الليلي; تعدد الأصابع خلف المحور(باتجاه الاصبع الخامس مثلاً) ، السمنة في مرحلة الطفولة وتبقى طول فترة البلوغ. صعوبة التعلم في بعض الحالات؛نقص الأعضاء التناسلية الذكورية والتشوهات البولية التناسلية للأنثى؛ والفشل الكلوي، وهوسبب رئيسي للمرض والوفيات. هناك مجموعة واسعة من الميزات الثانوية التي ترتبط أحيانا بالمتلازمة  وتتضمن:
- اضطراب الكلام / تأخير
- الحَوَل / إعتام عدسة العين / اللابؤرية
- قصرالأصابع / ارتفاق الأصابع لليدين والقدمين أمرشائع، وارتفاق الأصابع الجزئي (في الغالب بين أصابع القدم الثانية والثالثة)
- تأخر في النمو: يتم تأخيرنموكثيرمن الأطفال الذين يعانون منBBS بما في ذلك المهارات الحركية الجسيمة والمهارات الحركية الدقيقة، والمهارات النفسية (اللعب التفاعلي / القدرة على التعرف على الإشارات الاجتماعية)". لكن هذه التأخيرات يمكن علاجها.
- بوال / عطاش (مرض السكري الكاذب)
- ترنح(فقد الأنتظام) / ضعف التنسيق / الخلل
- فرط التوترالمعتدل (وخاصة الأطراف السفلية)
- داء السكري
- ازدحام الأسنان / نقص الأسنان/ جذورالأسنان الصغيرة؛ تقوّس الحنك
  - الشذوذ القلب والأوعية الدموية
- تؤثر على الكبد
- فقد الشم
- القصورالسمعي
- مرض هيرشبرنغ

## النسب والتسمية
تنسب لـجورجبارديهوآرثربيدل.
تم رصد أو لحالة من قبل لورنسوموونفيعام 1866 في مستشفى العيون في جنو بلندن. لم تطلق متلازمة لورنس- مونبيدل- بارديهلمرضى لورانسوموون بسبب وجود شلل النصف السفلي بدون وجود تعدد الاصابع أو السمنة، وهي عناصر رئيسية لمتلازمة بارديه- بيدل. عادة تعتبر متلازمة لورنس مونكيانامستقلا. ومع ذلك، تشير بعض الأبحاث الحديثة بأن الحالتين قد لا يكونا مختلفتان.
اعتبارا من عام 2012, 14 (أو 15)  تم تحديد جينات BBSالمسؤولة

## المظاهرالسريرية الرئيسية
- عيون: اعتلال الشبكية الصباغي، وضعف حدة البصر، ضعف في الرؤية، و/ أوالعمى الناجم عن اختلال آلية النقل للمستقبلات الضوئية في الشبكية.[8]
- الأنف: فقدان أوانخفاض حاسية الشم، وبعض المرضى يعاني من زيادة مفرطة في حاسة الشم[9]
- اليد والقدم: تعدد الاصابع أو ارتفاق الأصابع.
- نظام القلب والأوعية الدموية: تضخم الحاجزبين البطينين والبطين الأيسر وتمدد عضلة القلب.
- الجهازالهضمي: تليّف
- الجهازالبولي التناسلي: قصورالغدد التناسلية، والفشل الكلوي، الجيوب البولي التناسلي، مجرى البول خارج الرحم، الرحم الوجهين، محوجزة المهبل، وتنسج الرحم والمبيض، وقناة فالوب.
- النمو: تأخرفي النمو، وخاصة المهارات الحركية الدقيقة والجسيمة
- السلوك: وقد تم تحديد مجموعة واسعة من مشاكل التنشئة الاجتماعية والتفاعل الاجتماعي
- اعتلال الإحساس بالحرارة أو بالحركة. دراسة عام2007 اكدت انه«دور بروتينات الجسم القاعدية في اكتساب محفز حسي للحرارة أو الحركة هو من المؤشرات على وجود اعتلال في اهداب الخلايا» [10]
- ميزات إضافية: السمنة الناتجة عن انخفاض عمل المستقبلات الحسية الخاصة بشعور الشبع، فرط الأكل في بعض المرضى.[11]

## الفِيسيُولُوجْيا المَرَضِيَّة
الآلية البيوكيميائية التفصيلية التي تؤدي إلى BBS لاتزال غير واضحة.
نواتج جينات الBBSتدعى بروتينات BBs تتواجد في الاجسام القاعدية وأهداب الخلايا.
عن طريق استخدام الدودة المستديرة C أي ليجانس كنموذج، اكتشف علماء الأحياء أنها تشارك بروتينات BBS في عملية تسمى (IFT)، وهي نشاط نقل ثنائي الاتجاهدا خلال أهداب على طول المحور الطويل للرمح الهدبية ضروري لتكون الأهداب والحفاظ عليها. وكشف تحليل الكيمياء الحيوية لبروتينات BBS انه يتم تجميعها في مجمع بروتينات متعددة، سميت ب "BBSome". ويقترح BBSome ليكون مسؤولا عن نقل حويصلات داخل الخلايا إلى قاعدة الأهداب وتلعب دورا مهما في وظيفة الهدبية.
منذ معرفة تشوهات الأهداب فأنها متصلة بمجموعة واسعة من أعراض المرض بما في ذلك تلك التي ظهرت عادة في المرضى الذين يعانون BBS، ومن المسلم به الآن على نطاق واسع أن الطفرات في جينات BBS يؤثر على وظائف الأهداب الطبيعية، والتي تسبب BBS .
الخلايا المستقبلة للضوء تتغذى بواسطة IFT الخاصة بأهداب الشبكية تقدم الآن تفسيرا محتملا ل ضمور شبكية العين الشائعة لدى المرضى BBS بعد سنوات عمرهم الأولى من الحياة.
الجينات المسؤولة تتضمن :
- BBsome: BBS1، BBS2، ARL6/BBS3, BBS4، BBS5، BBS7، TTC8/BBS8, BBS10، TRIM32/BBS11 BBS12، CCDC28B، CEP290، TMEM67، MKS1، MKKS[6]
- تشابيرون (بروتين): MKKS

### علاقتها بالاضطرابات الوراثية النادرة الأخرى
أشارت النتائج الأخيرة في الأبحاث الوراثية أن عددا كبيرامن الاضطرابات الجينية، سواء المتلازمات الوراثية أو الأمراض الوراثية، التي لم تحدد سابقا، قد تكون، في الواقع، ذات صلة في قضية الجينات . BBSهي واحدة من هذه المتلازمات التي تم تحديدها الآن بأن تكون ناجمة عن خلل في البنية الهدبية الخلوية . وهكذا،BBSهواعتلال باهداب الخلايا. وهناك العديد من الامراض التي تشمل اعتلال باهداب الخلايا ايضاً ومنها:خلل الحركة الهدبية الابتدائية، الكلى المتعدد الكيسات وأمراض الكبد، وسحاف الكلية، متلازمة الستروم، متلازمة ميكل جروبر، وبعض أشكال انتكاس الشبكية.

## روابط خارجية
- ملخص على المكتبة الوطنية للطب
- التشخيص الجزيئي على المركز الوطني لمعلومات التقانة الحيوية